# イリノイ州

イリノイ州
State of Illinois

州の愛称: リンカーンの地
Land of Lincoln州のモットー: 州の主権、国民の結束
State sovereignty, national union

イリノイ州（イリノイしゅう、英: State of Illinois [ˌɪləˈnɔɪ] ( 音声ファイル)、略号: IL, Ill.）は、アメリカ合衆国中西部に位置する州。合衆国に加盟したのは21番目であり、人口では国内6番目、中西部では人口最大、かつ民族構成が最も多様化した州でもある。
| 家庭で話される言語（イリノイ州） 2010 | 家庭で話される言語（イリノイ州） 2010 | 家庭で話される言語（イリノイ州） 2010 | 家庭で話される言語（イリノイ州） 2010 | 家庭で話される言語（イリノイ州） 2010 |
| ------------------------------------- | ------------------------------------- | ------------------------------------- | ------------------------------------- | ------------------------------------- |
|                                       |                                       |                                       |                                       |                                       |
| 英語                                  | 英語                                  |                                       | 78.26%                                | 78.26%                                |
| スペイン語                            | スペイン語                            |                                       | 12.74%                                | 12.74%                                |
| ポーランド語                          | ポーランド語                          |                                       | 1.64%                                 | 1.64%                                 |

| 人種構成（イリノイ州） 2010 | 人種構成（イリノイ州） 2010 | 人種構成（イリノイ州） 2010 | 人種構成（イリノイ州） 2010 | 人種構成（イリノイ州） 2010 |
| --------------------------- | --------------------------- | --------------------------- | --------------------------- | --------------------------- |
|                             |                             |                             |                             |                             |
| 白人                        | 白人                        |                             | 63.7%                       | 63.7%                       |
| ヒスパニック                | ヒスパニック                |                             | 15.8%                       | 15.8%                       |
| 黒人                        | 黒人                        |                             | 14.5%                       | 14.5%                       |
| アジア系                    | アジア系                    |                             | 4.6%                        | 4.6%                        |
| インディアン                | インディアン                |                             | 0.3%                        | 0.3%                        |
| 混血                        | 混血                        |                             | 2.3%                        | 2.3%                        |

## 概要
州都はスプリングフィールド市、最大都市は北東部のシカゴ市で、大規模な工業地帯を持つシカゴ都市圏に人口の8割が住む。州の中部や西部には小さな工業都市と生産性の高い農業地帯があり、南部には石炭、木材および石油など天然資源に恵まれ、幅広い経済基盤がある。シカゴの港はイリノイ川を経由して五大湖とミシシッピ川を結ぶ交通の要衝である。イリノイ州は国内における商工業、交通、政治、財政の中枢的存在ということもあってアメリカ合衆国の縮図と言われる。AP通信が行った21項目の人口動態解析に拠るとイリノイ州は「最も平均的な州」であり、州の中央にあるピオリア市は「ピオリアでうまく行くかい？」という疑問文が、アメリカ大衆の主流に訴えるものであるかどうかの隠喩になってきており、新しい商品、サービスおよび世論調査では市場調査の場所として使われることが多い。
現在のイリノイ州南部にあったミシシッピ文化の都市カホキアは西暦1300年から1400年にかけて人口が4万人近くいたと言われ、当時さらには1790年までアメリカ合衆国の中で最大の都市だった（1790年にニューヨーク市の人口が4万人を超えた）。カホキアの地は次第に廃れていき、アメリカ独立のときはわずか2,000人ほどのインディアンと少数のフランス人開拓者がいただけだった。1810年代にケンタッキー州から移民開拓者が到着し始め、1818年には州に昇格した。シカゴはシカゴ川の岸で、ミシガン湖南部の数少ない天然の良港の地に1830年代に設立された。ジョン・ディアが籾殻を取る鉄製鋤を発明したことで州中部の肥沃なプレーリーを世界で最も生産力があり貴重な農地に変え、これと鉄道が開通したことで、ドイツやスウェーデンの移民農業者を惹きつけることになった。
1900年までに北部の工業都市や中部および南部の炭鉱で働き口が増えたことで東ヨーロッパや南ヨーロッパからの移民も惹きつけた。その工業生産力で2度の世界大戦中は重要な兵器製造工場になった。南部の田園地帯からシカゴへ、アフリカ系アメリカ人の大移住が起こり、その大きく重要な社会が形成されて、ジャズやブルースのような文化を創った。今日州内人口の74%は州の北東部隅、特にシカゴとその大都市圏に居住している。
イリノイ州から3人のアメリカ合衆国大統領が選ばれた。エイブラハム・リンカーン、ユリシーズ・グラントおよびバラク・オバマである。しかし、イリノイ州で生まれた大統領は、タンピコ生まれでディクソンで育ち、ユーレカ大学を出たロナルド・レーガンのみである。リンカーンは州都スプリングフィールドのオークリッジ墓地に埋葬されており、イリノイ州に埋葬されている唯一の大統領である。今日イリノイ州は「リンカーンの地 (Land of Lincoln)」という州の公式スローガンでリンカーンが残した遺産の重要さを強調しており、この言葉は車のナンバープレートにも表示されている。

## 名称の由来
「イリノイ」は、同州に先住したインディアン部族のイリニ族にフランス人宣教師や探検家がつけた名前を現代風に綴ったものである。この名前は昔の記録では様々な綴りがある。
「イリノイ」は、マイアミ・イリノイ語で伝統的に「男」あるいは「男達」を意味すると言われている。当初の「イリニウェク」（"iliniwek"）がフランス語を通じて「イリノワ」そして「イリノイ」（"Illinois"）に変わった。"iliniwek"という名前は「優れた男達の部族」を意味すると言われることがあるが、これは民間語源にすぎない。より最近の学説では、"Illinois"がマイアミ・イリノイ語で「彼はいつものやり方で話す」あるいは「私は通常のやり方で話す」という意味の「イレンウェ・ワ」（"irenwe・wa"）あるいは「ニ（ン）テリンウェ・」（"ni(n)terinwe・"）から由来するとする。これがオジブウェー語のおそらくオタワ方言に取り入れられ、「イリンウェ・」（"ilinwe・"）と変化し、複数格では「イリンウェ・ク」（"ilinwe・k"）とになり、それが彼らと接触したフランス人によってアルファベット表記された際、語尾の/we/が"-ois"と表された。現在の形態"Illinois"は1670年代初期に現れた。イリノイ族の名前自体はフランス人宣教時代のイリノイ語辞書3つの全てでイノカ（"Inoka"）とされているが、意味不明で他の言葉との関連も無い。

## 歴史
主要記事：イリノイ州の歴史

## 地理
主要記事：イリノイ州の地理
参照：イリノイ州の郡一覧

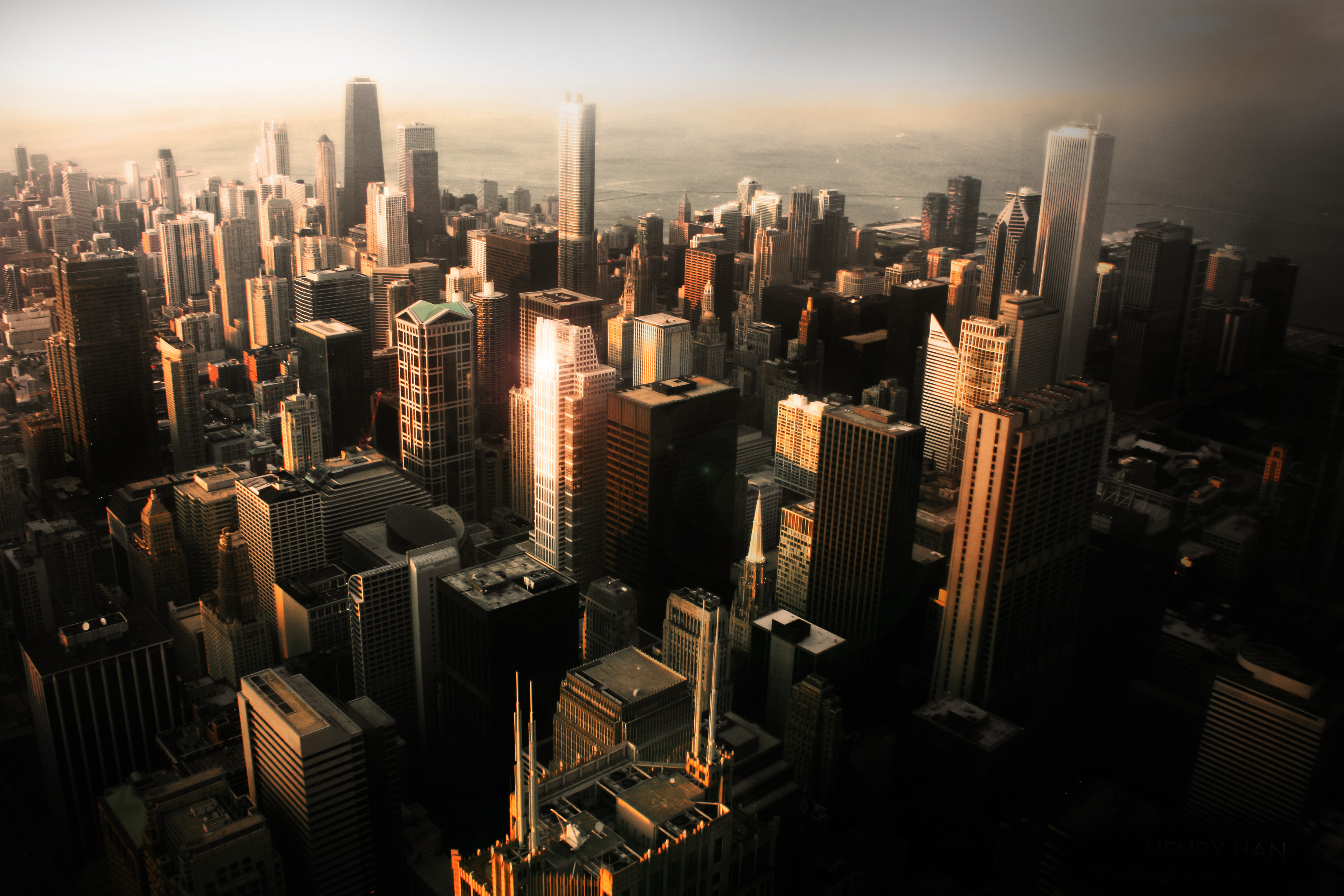
シカゴ、イリノイ州でも中西部でも最大、全米でも第3の都市。全米で2番目に高い超高層ビルであるウィリス・タワーから見た市街地

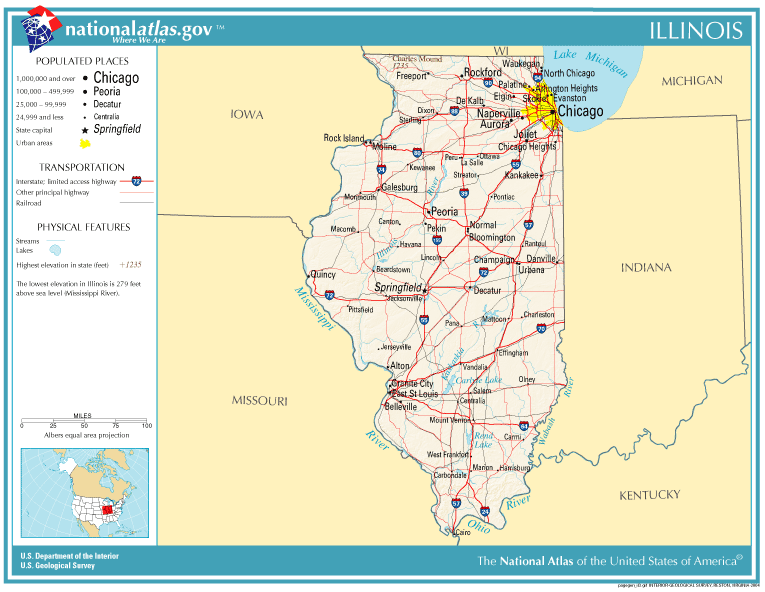
イリノイ州の主要都市と道路

イリノイ州の北東部境界はミシガン湖である。インディアナ州との東部境界はウォバッシュ川の南西部、並びにインディアナ州ビンセンズ（Vincennes）から北に伸ばした線すなわち西経87度30分の経線となっている。ウィスコンシン州との北部境界は北緯42度30分線とされている。ミズーリ州及びアイオワ州との西部境界はミシシッピ川である。ケンタッキー州との南部境界はオハイオ川の北岸にそって走っている。イリノイ州はミシガン州とも隣接しているが、ミシガン湖の水境界となっている。
イリノイ州は全体が内陸平原（Interior Plains）内に位置しているが、3つの主要な地理的区分がされている。初めに、シカゴ市（2020年国勢調査時点での市域人口2,746,388人）、その郊外、並びに都市圏が拡大した隣接する準郊外の地域を含むシカゴ大都市圏（MSA人口9,618,502人、CSA人口9,986,960人）が大半を占めるイリノイ州北部である。この地域は州間高速道路80号線及び同90号線沿いにあり、連邦政府の定義では、インディアナ州及びウィスコンシン州内のいくつかの郡を含み、アイオワ州境方向のイリノイ州北東部まで延びている。この地域は国際都市となり、人口密度が高く、工業化が進み、多様な民族が住んでいる。第4の都市圏で州内第5位の都市であるロックフォードは州間高速道路39号線と同90号線沿いにあり、シカゴの北西75マイル (120km) ほどの位置にある。シカゴの含まれるクック郡は2020年国勢調査時点での人口5,275,541人を数える、イリノイ州内で最も人口の多い郡であり、全米でもカリフォルニア州ロサンゼルス郡に次いで2番目に多い。
2番目の大きな区分はイリノイ州中部であり、南方と西方に広がり、大半はプレーリーである。イリノイ州のハート（心臓部）とも呼ばれ、小さな町と中程度の大きさの都市があることが特徴である。その西側（イリノイ川の西岸）は当初、米英戦争退役軍人用地の一部であり、イリノイ州の形状を西に出っ張らせることになっている。特にトウモロコシと大豆を主産品とする農業が盛んであり、教育機関や製造業が集まっている。主要都市としては、人口約40万人と州内第3位の都市圏の中核都市ピオリア、州都スプリングフィールド、クインシー、ディケーター、ブルーミントン・ノーマル都市圏、シャンペーン・アーバナ都市圏がある。クアッド・シティズ（正式名称:ダベンポート・モリーン・ロックアイランド都市圏）は2020年時点で人口384,324人であり、シカゴとほぼ同じ経線に位置する。これらの都市は経済、政治および文化の結び付きが強いのでイリノイ州中部に含められることがある。この人口で実際には州内第3位の都市圏となるはずだが、イリノイ州とアイオワ州の2つの州に跨っているので、都市圏の州内順位には含められていない。
3つ目の大きな区分はイリノイ州南部であり、アメリカ国道50号線より南、ミシシッピ川とオハイオ川の合流点に近いリトル・エジプトを含んでいる。この地域は、暖かい気候、異なる農作物（過去には綿花を生産していた）、岩の多い地勢（南端部はイリノイ期とそれ以前に残っていた氷河の作用を受けていない）、さらには小規模な石油埋蔵量と石炭炭田などで他の2地域とは異なっている。人口は他の2地域より少ない。セントルイスのイリノイ側郊外は人口682,761人と州内第2の都市圏になっており、集合的にメトロ・イーストと呼ばれている。もう1つ、イリノイ州南部の中心都市であるカーボンデール（市域人口21,857人）を中心とした、ウィリアムソン郡・ジャクソン郡・ジョンソン郡の3郡にまたがる都市圏があり、人口133,435人を数える。
シカゴ都市圏以外の地域は「ダウンステイト・イリノイ」（イリノイ州下部）と呼ばれることが多い。しかし中部と南部イリノイ州の住人はその地域を文化的に異なるものと見ており、必ずしもこの表現を使わない。
イリノイ州最北西部の漂礫岩のない地域は氷河の影響を受けていないために、高度が高く岩の多い地勢となっており、州内でも他にない地域となっている。この地域にあるチャールズ・マウンドは標高1,235フィート (376 m) と州内で標高が最も高い。州内で最も高い建築物は屋上の高さが海抜2,034フィート (620m) となるウィリス・タワーである。ウィリス・タワーそのものの高さは1,454フィート (443m) である。
オールトン市からカスカスキア川までのミシシッピ川の洪水面は「アメリカの底」と言われ、古代カホキアの都市があった所である。ドイツ人が初期に入植した所でもあり、最初の州都カスカスキアがある。カスカスキアはミシシッピ川を隔ててイリノイ州全体とは対岸に位置する。
イリノイ州南東部の一部はインディアナ州エバンズビル都市圏の延長であり、インディアナ州とケンタッキー州を併せて3州都市圏とも呼ばれる。イリノイ州内7郡がこの都市圏に入っている。

### 気候
イリノイ州は南北に400マイル (640km) 近い長さがあり大陸中央に位置するために、気候は幅広く変わっている。州の大半は湿潤大陸性気候（ケッペンの気候区分でDfa）に属し、暑く湿潤な夏と冷涼から寒冷までの冬がある。州の南端部、すなわちカーボンデイルから南は温暖湿潤気候（ケッペンの気候区分でCfa）との境界にあたり、冬は温暖である。年間平均降水量は南端部での48インチ (1219 mm) 以上から北部での35インチ (889 mm) まで変化する。年間平均降雪量はシカゴ地域で38インチ (965 mm) を超えるのに対し、南部では4インチ (102 mm) 以下である。過去最高気温は1954年7月14日にイーストセントルイスで記録した 117°F (47.2℃) だった。過去最低気温は1999年1月5日にコンガービルで記録した −36°F (−37.8℃) だった。
イリノイ州では年間平均で51日の雷雨があり、国内の平均日数を上回っている。竜巻の発生日数も年間平均35回と多く、年間単位面積当たり回数では5回/10,000平方マイル （5回/26,000 km2）となっている。国内でも被害の大きい竜巻の多くがイリノイ州内で起こっており、1925年の3州竜巻では死者695人を出し、そのうち613人はイリノイ州住民だった。この数字はイリノイ州が歴史的に周辺の州よりも人口が多いことによる部分もあるが、近年の気象予報精度の発展により、竜巻被害の程度は劇的に減少している。
| 都市                 | 1月    | 2月  | 3月   | 4月   | 5月   | 6月   | 7月   | 8月   | 9月   | 10月 | 11月 | 12月 |
| -------------------- | ------ | ---- | ----- | ----- | ----- | ----- | ----- | ----- | ----- | ---- | ---- | ---- |
| カイロ               | 5/-4   | 8/-2 | 14/4  | 21/10 | 25/14 | 30/19 | 32/22 | 31/21 | 27/16 | 22/9 | 14/4 | 8/-1 |
| シカゴ               | -1/-9  | 2/-6 | 8/-1  | 15/4  | 22/11 | 27/16 | 29/18 | 28/18 | 24/14 | 18/7 | 9/1  | 2/-6 |
| エドワーズビル       | 2/-7   | 6/-4 | 11/1  | 18/7  | 24/13 | 29/18 | 32/21 | 30/19 | 26/14 | 20/8 | 12/2 | 5/-4 |
| モリーン             | -1/-11 | 2/-8 | 98/-2 | 17/4  | 23/10 | 28/16 | 30/18 | 29/17 | 24/12 | 18/6 | 9/-1 | 1/-8 |
| ピオリア             | -1/-10 | 3/-7 | 9/-1  | 17/4  | 23/11 | 28/16 | 30/18 | 29/17 | 25/12 | 18/6 | 9/-1 | 2/-7 |
| ロックフォード       | -3/-12 | 1/-9 | 8/-3  | 15/3  | 21/9  | 27/14 | 28/17 | 27/16 | 23/11 | 17/4 | 8/-2 | 0/-8 |
| スプリングフィールド | 1/-8   | 4/-6 | 11/0  | 17/6  | 23/12 | 28/17 | 30/19 | 29/18 | 26/13 | 19/7 | 11/1 | 3/-5 |

## 人口動勢

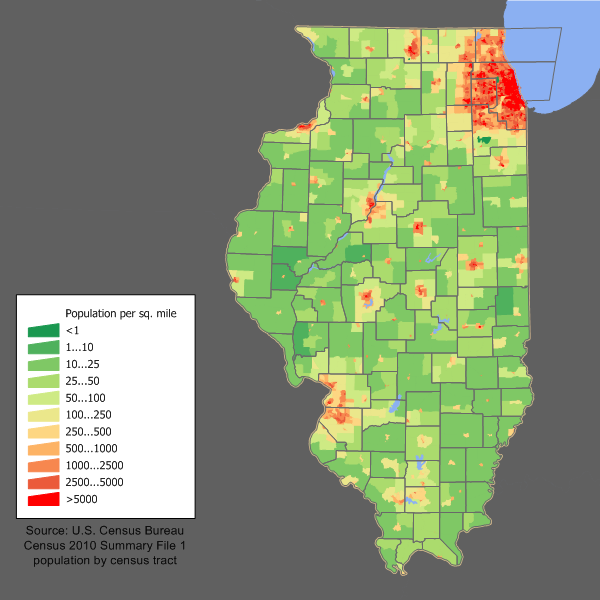
人口密度図

2020年の国勢調査時点で、イリノイ州の人口は12,812,508人で、2010年国勢調査時点より0.14%減少している。
2007年時点の推計で、イリノイ州には1,768,518人 (13.8%) の外国生まれの住人がいる。そのうちラテンアメリカから48.4%、アジアから24.6%、ヨーロッパから22.8%、アフリカから2.9%、北アメリカから1.2%、オセアニアから0.2%となっている。外国生まれの中で43.7%はアメリカに帰化し、56.3%はアメリカ市民になっていない。
この州の人種的な構成は以下のようになる：
- 65.0% 白人
- 15.0% 黒人
- 14.9% ヒスパニックおよびラテンアメリカ系
- 4.3% アジア系
- 0.3% インディアン
- 0.1% 太平洋諸島系[28]

5歳以下の人口は6.9%、18歳以下は24.9%、65歳以上は12.1%となっている。女性は総人口の50.7%を占めている。
イリノイ州住民を申告された祖先で分類すると、ドイツ系 (21.1%)、アイルランド系 (13.3%)、ポーランド系 (7.9%)、イングランド系(6.7%)、イタリア系(6.4%)、アメリカ人(4.6%)、スウェーデン系(2.4%)、バスク人を除くフランス系(2.2%)、オランダ系(7.9%)、ノルウェー系(7.9%)、スコットランド系(7.9%)の順となっている。5歳以上住民の21.8%は英語以外の言語を話しており、その内訳として12.8%はスペイン語、5.6%はインド・ヨーロッパ語、2.5%はアジアとオーストロネシアの言語、0.8%はその他の言語を話している。
イリノイ州の北縁ミシガン湖沿いに国内第3の都市シカゴがあり、2000年時点で州人口の23.3%はシカゴ市内、43.3%はクック郡、65.6%はシカゴ都市圏に住んでいた。シカゴ都市圏にはウィル郡、デュページ郡、ケーン郡、レイク郡、マクヘンリー郡とクック郡が入っている。残りの住人は州内に鏤められた小都市や田園地帯に住んでいる。2000年時点で、州の人口重心は北緯41度16分42秒 西経88度22分49秒 / 北緯41.278216度 西経88.380238度であり、グランディ郡メイゾン村の北東にあたる。

### 宗教
イリノイ州ではキリスト教のカトリックとプロテスタントが2大宗派になっている。シカゴ周辺に多いカトリック信徒は人口の30%に近くなっている。シカゴとその郊外にはヒンドゥー教、ユダヤ教、イスラム教およびシク教の信徒が多く増加傾向にある。2000年時点で最大の信徒数を誇るのはローマ・カトリックであり、信徒数は3,874,933人である。統合メソジスト教会は365,182人、南部バプテスト連盟は305,838人、ユダヤ教は270,000人の信徒を抱えている。
イリノイ州には19世紀の末日聖徒運動の初期に集合場所となって重要な役割を果たしたナヴーの町がある。ここは末日聖徒教会が多くの派に分かれることになった継承の危機の場所でもあった。最大会派の末日聖徒イエス・キリスト教会は、今日のイリノイ州でも55,460人の信徒がいる。

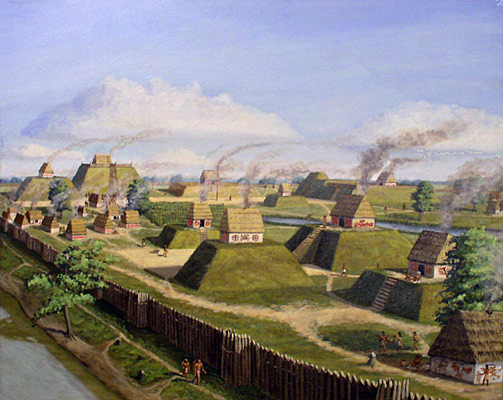
1300年代に栄えたミシシッピ沿岸のインディアン集落「イリノイ州キンケイド遺跡」の復元図（ハーブ・ロウ画）

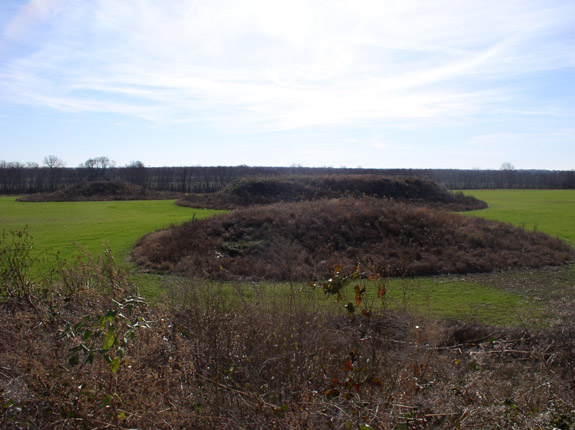
キンケイド遺跡の巨大マウンド

## インディアン部族
チッペワ族、フォックス族（メスクワキ族）、デラウェア族、イリニ族、キカプー族、マイアミ族、オタワ族（オダワ族）、ポタワトミ族、ソーク族、ショーニー族、ワイアンドット族、ウィネバゴ族（ホー＝チャンク族）などのインディアン部族が、農耕生活を営んできた。ことにミシシッピ川沿岸部では、ピラミッド形の巨大なマウンド都市が築かれた。
州名の由来となったイリニ族をはじめ、イリノイ州に先住したインディアン部族は、ビーバー戦争と白人のもたらした伝染病によって壊滅し、1854年にすべてオクラホマ州に強制移住させられた。オクラホマ州でイリニ族はパイアンカショー族、ウェア族と合併し、ペオリア族連合を結成している。強制移住を拒否してイリノイ州に残ったインディアンは「絶滅部族」とされ、部族単位では存在しないことになっており、よってイリノイ州は、保留地がまったく無い州となっている。インディアン部族が運営する「インディアン・カジノ」も一軒もない。部族カジノは連邦に公認された部族の特権なので、今後も開設される見込みは薄い。
イリノイ州に暮らすインディアンたちは、シカゴに「シカゴ・アメリカインディアン・センター」を組織して連携している。また、このシカゴには全米最大のインディアン権利団体「アメリカインディアン運動（AIM）」の支局がある。
≪アメリカ連邦政府に公認要求中のインディアン部族≫
- 「チョクトー族ミシシッピ川氏族・パークフォレスト」
- 「山の人々」

## 主な都市
関連項目：List of cities in Illinois 及び List of towns and villages in Illinois
シカゴはイリノイ州内最大、かつ全米でもニューヨーク、ロサンゼルスに次いで第3の人口規模を有する都市である。2020年国勢調査時点での人口は2,746,388人だった。他に人口10万人以上の都市は7つある。シカゴ都市圏内に位置する人口10万人以上の郊外都市としては、イリノイ州内第2の人口規模を有するオーロラをはじめ、ジョリエット、ネイパービル、エルジンが挙げられる。オーロラは2006年にロックフォードを抜いて州内第2位となった。2020年国勢調査時点での人口は180,542人である。シカゴの南西にあるジョリエットが人口150,362人で第3位であり、アメリカ合衆国の中でも人口成長率の高い都市である。同じくシカゴ南西郊のネイパービルは人口149,540人で第4位であり、イリノイ州道59号線にそってオーロラと境を接している。エルジンはシカゴ北西郊にあり、人口114,797人で第6位である。
シカゴ都市圏を除く地域では、州北部に位置するロックフォードが人口148,655人で最も大きく、州全体でもシカゴ、オーロラ、ジョリエット、ネイパービルに次ぐ第5の都市である。州都スプリングフィールドは人口114,394人で第7位である。州中央部のピオリアは市域人口規模では前述の大型衛星都市には僅かに及ばないが、州中央部においては中心都市であり、人口113,150人で第8位になっている。ピオリアは人口40万人、ロックフォードは人口30万人をそれぞれ超える都市圏を形成しており、スプリングフィールド都市圏も人口20万人を超えている。

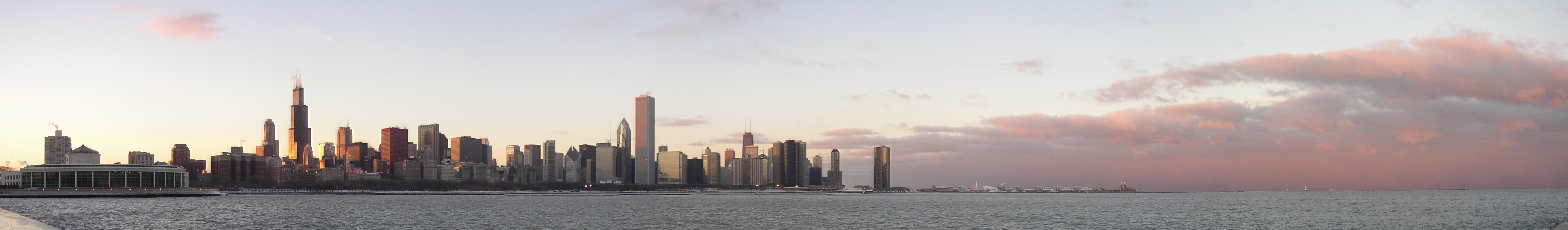
シカゴのスカイライン。

## 経済
主要記事：イリノイ州の経済

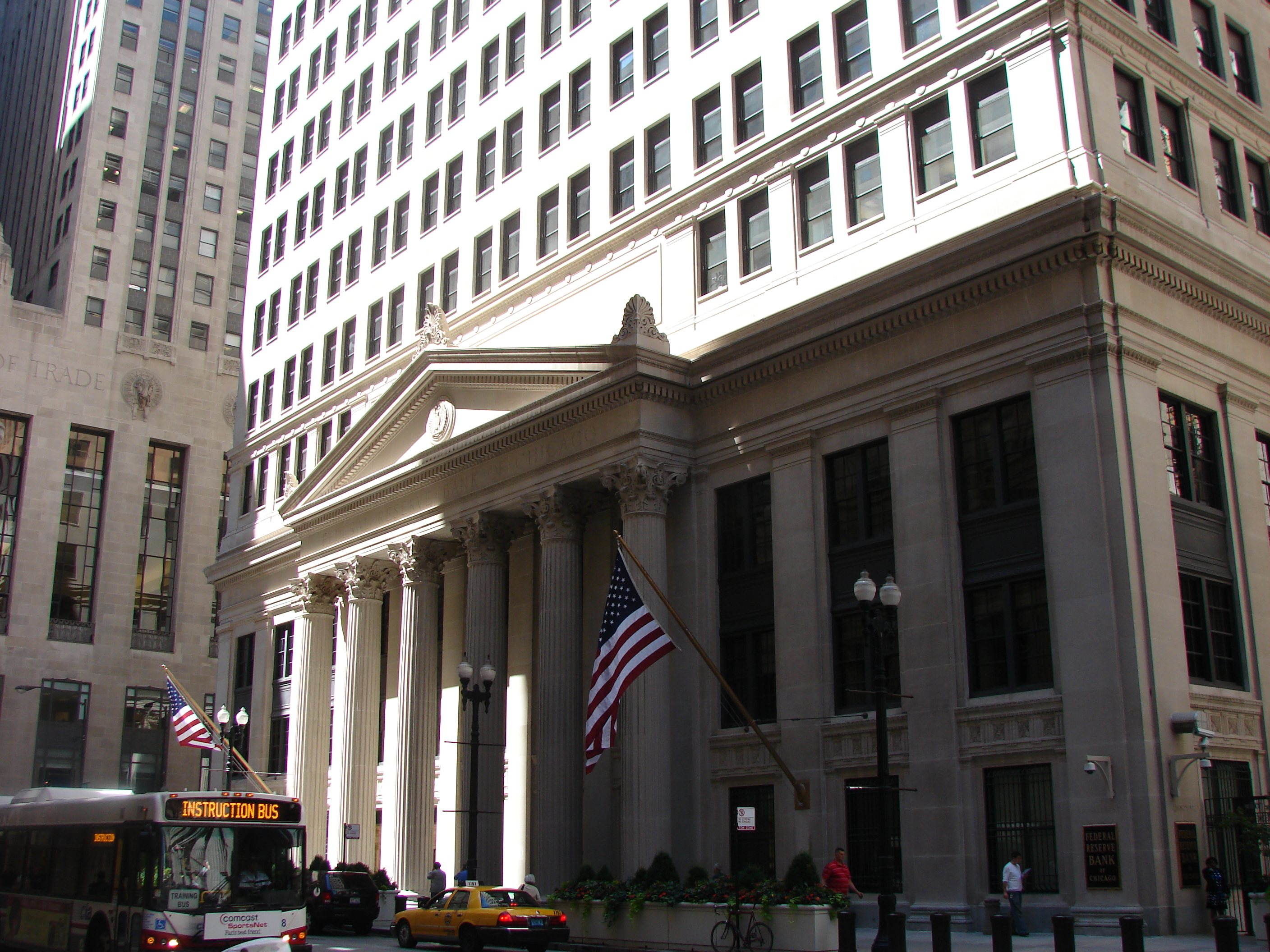
シカゴの金融街にあるシカゴ連邦準備銀行

イリノイ州の2008年州総生産（Gross state product）はアメリカ合衆国内で5番目に位置する6,340億米ドルだった。2008年の一人当たり総生産は40,006米ドル、一人当たり収入は41,411米ドルと推計された。
イリノイ州の所得税は純利益に、現在は3%の均一税率を掛けて求められる。消費税には2種類あり、一般商品は6.25%、限定食品、薬品および医療器具には1%である。イリノイ州では資産税が最大の州税であり、地方政府課税地区では主要な歳入源となっている。資産税は州税ではなく地方税であり、郡、郡区、市町村、学区および特別の課税地区を含む課税地区によって課されている。資産税は固定資産にのみ課されている。
2010年3月時点で、州内の失業率は11.5%である。

### 農業
イリノイ州の農業生産品はトウモロコシ、大豆、豚、牛、酪農製品、及び小麦である。大豆の生産高では通常国内第1位あるいは第2位となっており、2008年では4億2,770万ブッシェル (1,164万 トン) であり、アイオワ州に次いで第2位だった。トウモロコシでは毎年15億ブッシェル (4,000万トン) 以上を生産して、国内第2位である。州内の大学は代替収産品として他の農作物を積極的に研究している。

### 製造業
イリノイ州は国内でも工業生産の中心であり、2006年には1,070億ドル以上を生産して付加価値生産性を誇っている。製造業の約4分の3は北東部機会返還地域にあり、州内約18,900工場のうち38%はクック郡内にある。2006年時点で付加価値に基づく製造業の分野は、化学（183億ドル）、機械（134億ドル）、食品（129億ドル）、金属製品（115億ドル）、輸送機器（74億ドル）、プラスチック・ゴム製品（70億ドル）およびコンピュータと電子機器（61億ドル）となっている。

### サービス業
2000年代初期までにイリノイ州の経済は、金融取引、高等教育、法律実務、物流および医療といった高付加価値サービス業への依存度が高くなってきた。これらのサービス業はイリノイ州の以前の経済を牛耳ってきた機関の周りに集まってきた。例えば、世界的なデリバティブ商品を扱うシカゴ・マーカンタイル取引所は農製品の先物市場として始まった。その他の非製造業で重要な分野には、出版、観光およびエネルギー生産・分配がある。

### エネルギー
イリノイ州は石炭の大きな埋蔵量や小さな油田があるもののエネルギー用燃料は輸入超過である。電力は輸出しており、発電量では国内第5位、消費量では同7位の州となっている。

#### 石炭
イリノイ州の石炭産業はジェイコブ・ルースなどの実業家がサンガモン郡などで石炭を発見した19世紀半ばから始まった。ジェイコブ・バンが石炭産業の発展に貢献し、ウェスタン・コール・アンド・マイニング社を創設しオーナーになった。イリノイ州の約68%はペンシルベニア紀地質年代の石炭を含む地層である。イリノイ州地質調査局に拠れば、歴青炭の埋蔵量として2,110億トンが見込まれ、この量はアラビア半島で見込まれる石油埋蔵量の熱量を上回るものである。しかし、この石炭には硫黄分が多く含まれ二酸化硫黄排出量を抑える装置を使わなければ酸性雨を起こすことになる。イリノイ州の発電所の多くは高硫黄含有石炭を燃やすようにできていない。1999年、イリノイ州の石炭生産量は4,040万トンだったが、州内で消費されたのは1,700万トン (42%) に過ぎなかった。産出された石炭の大半は他州に輸出され、イリノイ州内で電力用に燃焼された石炭の大半（1998年で2,100万トン）はワイオミング州のパウダー川盆地で採掘されたものである。
最近マトゥーン市がアメリカ合衆国エネルギー省によるフューチャージェン計画の場所に選定された。これは275メガワットのゼロ・エミッション石炭焚き実験発電所であり、エネルギー省より2期目の予算を得たところである。

#### 石油
イリノイ州は中西部では石油精製の盛んなところであり、原油を1日に90万バレル (143,000 m3/d) 近く精製できる能力がある。しかし、確認埋蔵量はアメリカ合衆国全体の1%にも満たない。住宅の暖房は81%が天然ガスであり、灯油は1%未満である。2005年の石油生産量は国内第14位であり、1日あたりの生産量は約28,000バレル (4,500 m3) となっている。

#### 原子力

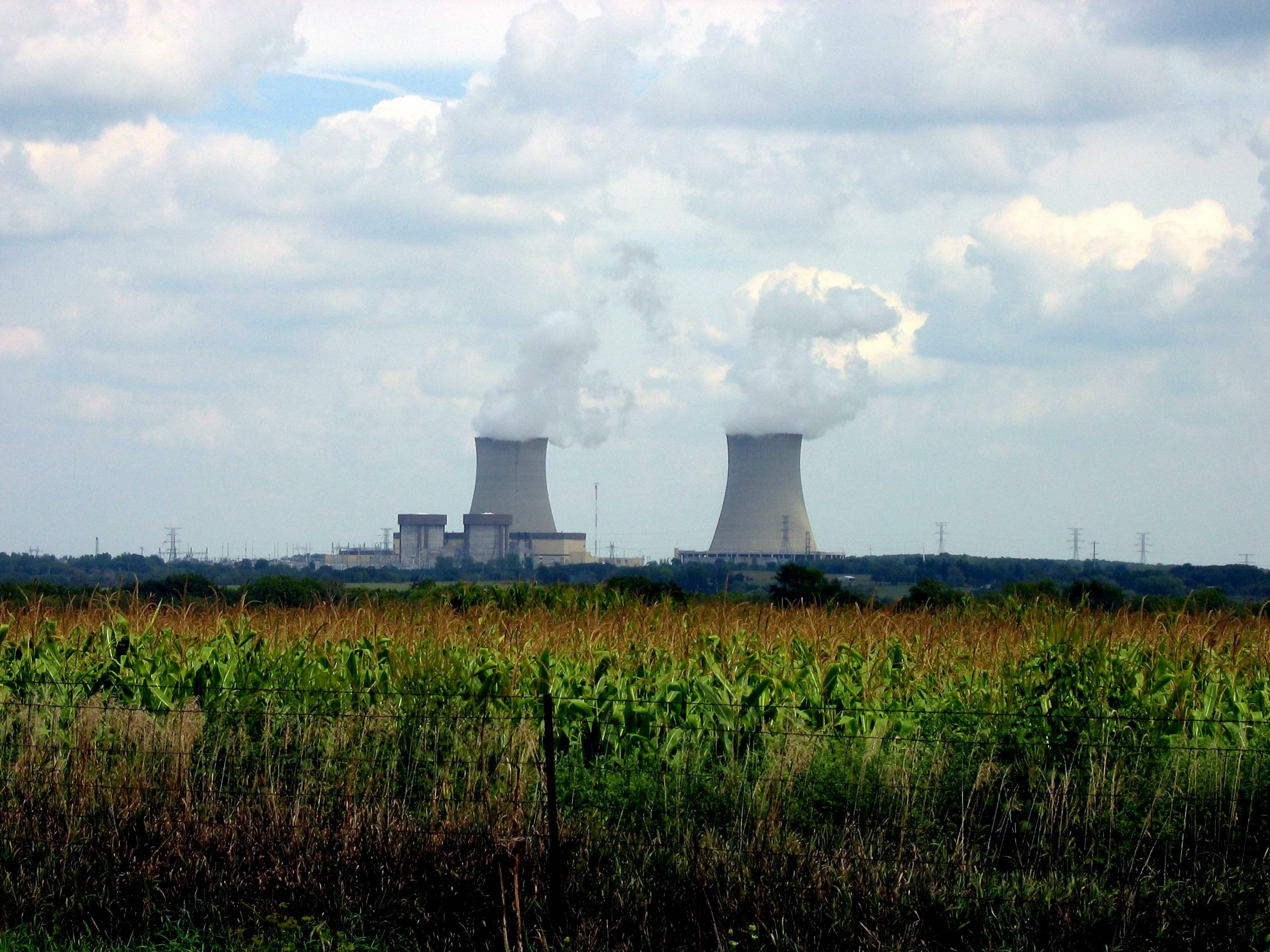
オーグル郡にあるバイロン原子力発電所

原子力発電は、シカゴ大学キャンパスに建設された世界初の原子炉で世界初の人工で自己持続する核連鎖反応を成功させたシカゴ・パイル1号で始まったとされている。現在州内には6つの原子力発電所が稼動している。すなわち、ブレイドウッド、バイロン、クリントン、ドレスデン、ラサールおよびクアッド・シティズの6ヵ所である。クリントンは単一炉だが、その他は反応炉を2基ずつ持っている。ドレスデン1号炉とザイオン1号炉、2号炉の3つの原子炉は恒久的に稼働停止され、閉鎖のための様々な段階にある。50州の中で、イリノイ州は原子力発電能力と発電量で第1位となっている。2007年にイリノイ州発電量の48%は原子力で生産された。

#### 風力

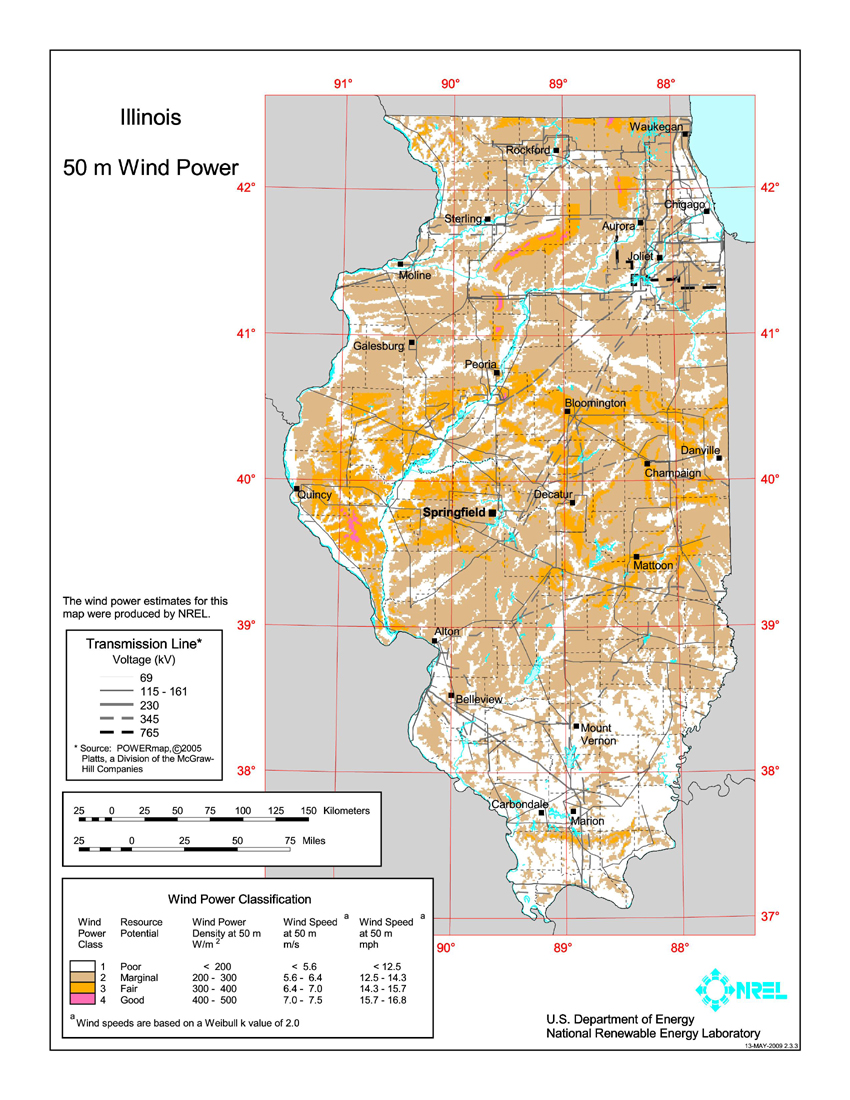
イリノイ州の風力分布図、地表面からの高さ50m、2009年

イリノイ州は発電に風力を利用することに興味を持つようになってきた。州内の大半の地域は2009年にエネルギー省によって風力発電に「最低限あるいは有望」と判定されており、西部の幾らかは「良好」、南部の一部は「見込みなし」とされた。これらの格付けは支柱高さ50mに風力タービンを置いたときのものであり、より新しい風力タービンは背が高くなるので地表面から離れたより強い風を受けることが可能になる。その結果、イリノイ州のかなりの地域が風力発電の場所として有望になった。2009年9月時点で、低格出力1,116.06メガワットの発電能力があり、さらに741.9メガワットの発電所が建設中である。イリノイ州の風力発電能力では国内第9位であり、潜在的能力では16位になっている。大型の風力発電所はツイングローブズ、レイルスプリッター、エコグローブ、およびメンドータヒルズにある。
2007年時点で風力発電量はイリノイ州エネルギー生産量の1.7%に過ぎず、将来的にはエネルギー需要の5ないし10%を生産できると見積もられている。2007年、イリノイ州議会は2025年までにイリノイ州内で生産される全発電量の25%は再生可能資源から得られるようにすることを義務付けた。

#### バイオ燃料
イリノイ州のトウモロコシ生産高は国内2位であり、そのトウモロコシを使って国内で消費されるエタノールの40%を生産している。ディケーターのアーチャー・ダニエルズ・ミッドランド社はトウモロコシ原料エタノールの生産では世界のトップクラスにある。
イリノイ大学アーバナ・シャンペーン校は、石油巨大企業BPが5億ドルを拠出したバイオ燃料研究プロジェクトであるエナジー・バイオサイエンス・インスティチュートでの共同研究者になっている。

### 主な会社など
イリノイ州に本拠地のある企業には以下のようなものがある。
- アーチャー・ダニエルズ・ミッドランド、穀物メジャー
- アボット・ラボラトリーズ、製薬会社
- アーマライト、銃器
- ARMSTRONG、整備工具・作業工具
- ウィリアムス、ゲーム機製造
- ウィリアム・リグレー・ジュニア・カンパニー、チューインガム
- ウイルソン、スポーツ用品
- ウォルグリーン、ドラッグストアチェーン
- ウルフラム・リサーチ、コンピュータ・ソフトウェア
- エーオン、保険関連企業。
- エクイティ・オフィス、オフィスビル所有会社
- エクセロン、電力・ガス
- SPSS、統計解析などのソフトウェア
- A.T.カーニー、経営コンサルティング
- オールステート保険 (Allstate) 保険
- キャタピラー、建設機械
- コール・ハーン、アパレル
- シアーズ、百貨店
- シュア、音響機器
- スプリングフィールド・アーモリー、銃器
- ディア・アンド・カンパニー、農業機械、建設機械
- ディスカバーカード、クレジットカード
- ザ・ハーツ・コーポレーション、自動車レンタカー
- ハイアットホテルアンドリゾーツ、ホテルチェーン
- バクスター、医療機器、製薬、バイオテクノロジー
- パソナMIC、総合アウトソーシング事業
- ビクトリー・レコード、インディーズレコード会社
- ピグノーズ、楽器
- ベーカー&マッケンジー、法律事務所
- ボーイング、航空機製造(本社のみ；製造工場はワシントン州エバレットとレントン、サウスカロライナ州ノースチャールストンなど）
- マクドナルド、ファストフード
- マッキンゼー・アンド・カンパニー、コンサルティング
- ミュージック・コーポレーション・オブ・アメリカ、娯楽企業
- モトローラ、通信機器
- ユナイテッド航空、航空
- ライフジェム

## 教育

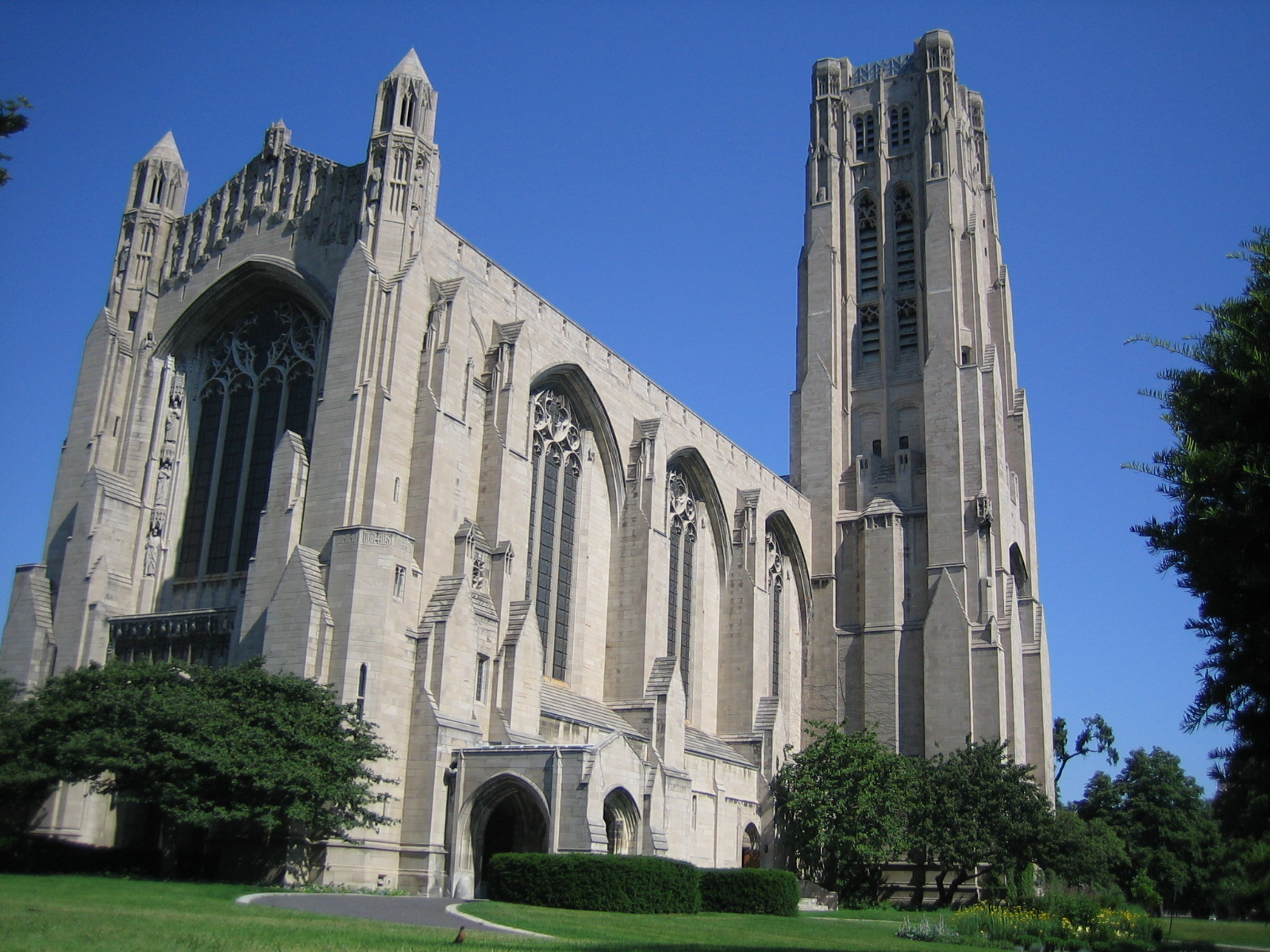
1928年に建設された、ロックフェラー礼拝堂（Rockefeller Chapel）はシカゴ大学キャンパスの一番高い建造物である。

### イリノイ州教育委員会
主要記事：イリノイ州教育委員会
知事及び州議会に管理を任されたイリノイ州教育委員会がイリノイ州内の公共教育を管理している。地方自治体及びそれぞれの教育学区がそれぞれの公立学校を管理しているが、イリノイ州教育委員会はイリノイ州学校レポートカードによって公立学校の実績を監査している。イリノイ州教育委員会は教育費及び教育方針について州の指導者に勧告も行っている。

### 小学校から高等学校
参照：イリノイ州の学区リスト 及び イリノイ州の高等学校リスト
イリノイ州ではキンダーガーテンから12年までの教育が義務とされており、通常小学校、中学校および高校の3区分とされているが例外もある。教育学区の領域は構造が複雑な場合が多い。ある教育学区の小、中学校が高校では他の学区の生徒を送る仕組みになっている場合もある。

### 単科及び総合大学
参照：イリノイ州のカレッジおよび総合大学リスト
教育振興のためのカーネギー基金で定められた規定に従って、州内には11の「国定大学」がある。2009年のUSニューズ&ワールド・レポートの評価で、国内にあるトップ50の国定大学のうち、「第1分類」（上位4分の1）にシカゴ大学、ノースウェスタン大学、イリノイ大学アーバナ・シャンペーン校、イリノイ工科大学およびロヨラ大学シカゴ校の5大学が入っている。
州内には公立私立併せて20以上の認可4年制大学があり、その他多くの教養課程カレッジもある。さらにイリノイ州コミュニティ・カレッジ・システムに含まれる49の公立コミュニティ・カレッジがある。多くの生徒は高等学校から直接軍隊に入隊または企業に就職するのと同時に、イリノイ州内の単科大学及び大学に出願することも可能である。

## 芸術・文化

### 美術館・博物館・史跡
イリノイ州には多くの博物館がある。スプリングフィールドにあるエイブラハム・リンカーン大統領図書館・博物館は国内最大の大統領図書館である。シカゴ市にある下記のような多くの博物館は世界でも最良のものに数えられている。
- シカゴ美術館
- シカゴ現代美術館
- フィールド自然史博物館
- シカゴ科学産業博物館
- シェッド水族館 John G. Shedd Aquarium
- アドラー・プラネタリウム
- カホキア墳丘群州立史跡

### 音楽
イリノイ州は1946年以降、「中西部クリニック：国際的バンドとオーケストラ会議」を主催し、また国内最大級の音楽教育者組織であるIMEA：イリノイ音楽教育者協会があるなど音楽教育の指導的存在である。
シカゴ交響楽団は世界的に評価の高いオーケストラである。

## スポーツ
参照：イリノイ州のプロスポーツチームリスト

### シカゴにおけるプロスポーツチーム
シカゴ市は人口が多いだけに、異なる15のプロフェッショナルスポーツチームの本拠地となっている。ただし、地理的に近いために州全体ではセントルイスやインディアナポリスのスポーツチームのファンも多い。

#### 野球
ナショナルリーグのシカゴ・カブスは大リーグで2番目に古い歴史を持つリグレー・フィールドで試合を行っている。1908年から2016年までの108年間ワールドシリーズ優勝がなかったことでも知られている。
アメリカンリーグのシカゴ・ホワイトソックスは2005年に1917年以来のワールドシリーズ優勝を果たした。この2チームは毎年必ず4試合または6試合対戦するが、その試合は「ウィンディシティ・クラシック」と呼ばれる。

#### アメリカンフットボール
シカゴ・ベアーズは8回のNFLチャンピオンと第20回スーパーボウルを含めて、総計9回のリーグタイトルをものにしている。
アリーナフットボールリーグのシカゴ・ラッシュは2006年の第20回アリーナボウルを制した。

#### バスケットボール
NBAのシカゴ・ブルズの本拠地。1990年代の8シーズンで6度優勝にチームを導いたマイケル・ジョーダンが所属していたことでも有名なバスケットボールチームである。
WNBA（女子バスケットボール）のシカゴ・スカイ、およびナショナル・プロ・ファストピッチ（ソフトボール）のシカゴ・バンディッツはどちらも2008年に初優勝を果たした。

#### アイスホッケー
シカゴ・ブラックホークスは、NHLに所属する1926年創設のアイスホッケーチームである。オリジナル・シックスの1つであり、1961年までに3度スタンレー・カップを獲得した。以降長らく優勝はなかったが、2010年に49季ぶりに優勝すると2013年、2015年にも優勝を果たした。
AHLに所属するシカゴ・ウルブズも大変人気があり、最初のシーズン以来優勝を続けている。

#### サッカー
シカゴ・ファイアーはメジャーリーグサッカー（MLS）に属している。リーグに加入した1998年にMLSカップで優勝。以後4度ラマー・ハント・アメリカオープンカップを獲得した。
アメリカ女子プロサッカーではシカゴ・レッドスターズが2009年に最初のシーズンを迎えたが2010年をもって撤退した。

#### 過去に存在したプロスポーツチーム
シカゴは過去にもNFLのシカゴ・カーディナルス、WHAのシカゴ・クーガーズ、CBAのシカゴ・ロッカーズ、ABAのシカゴ・スカイライナーズ、アリーナフットボールリーグのシカゴ・ブルーザーズ、USFLのシカゴ・ブリッツ、MISLのシカゴ・スティング、NPSLのシカゴ・パワー、NWBLのシカゴ・ブレイズなどの本拠地だった。

### イリノイ州の他地域のプロスポーツチーム
イリノイ州においてプロスポーツが行われるにはシカゴだけではない。ロックフォード・ライトニングはCBAでは最古のチームである。ピオリア・チーフスとケーン郡クーガーズはMLB傘下のマイナーリーグ野球チームである。ノーザンリーグのショーンバーグ・フライヤーズとジョリエット・ジャックハンマーズおよびフロンティアリーグのサザンイリノイ・マイナーズも著名な独立系マイナーリーグ野球チームである。
AHLではシカゴ・ウルブズ以外にも州内には2つのチームがある。ロックフォード・アイスホッグスはシカゴ・ブラックホークスの傘下であり、ピオリア・リバーメンはセントルイス・ブルースの傘下である。

### イリノイ州のモータースポーツ
イリノイ州はモータースポーツでも長い歴史がある。ジョリエット、シセロおよびマディソンにある長円レース場ではNASCAR、CART、およびインディ・レーシング・リーグの試合が行われる。
数あるロードレースのクラブの中でもスポーツカー・クラブ・オブ・アメリカはジョリエット、サウスベロイトおよびカーペンターズビルのサーキットを使っている。他にもショートトラックやドラッグストリップの会場がある。

### レクリエーション
参照：イリノイ州の州立公園リスト
イリノイ州立公園（Illinois state parks）システムは現在のマサック砦（Fort Massac） 州立公園と共に1908年に始まった。現在は60以上の公園及び約同数のレクリエーション並びに野生生物保護地域を包含する。
国立公園局の保護及び管理下にある地域は以下のものがある。
- イリノイ・アンド・ミシガン運河国立遺産回廊（シカゴ近郊、ロックポート市の近く）[56]
- ルイス・アンド・クラーク国立歴史の道
- リンカーン居宅国立歴史建造物（スプリングフィールド）
- モルモン開拓者国立歴史の道
- 涙の道国立歴史の道
- アメリカ発見の道

## 政府
主要記事：イリノイ州の政府
イリノイ州はその州憲法の下に行政府、立法府および司法府からなる政府がある。立法機能は118人の議員による下院と59人の議員による上院で構成される議会に認められている。行政府はイリノイ州知事が率いるが、他に4人の行政官が選挙で選ばれる。司法府は州最高裁判所と下級の控訴裁判所、巡回裁判所で構成されている。

### 政治

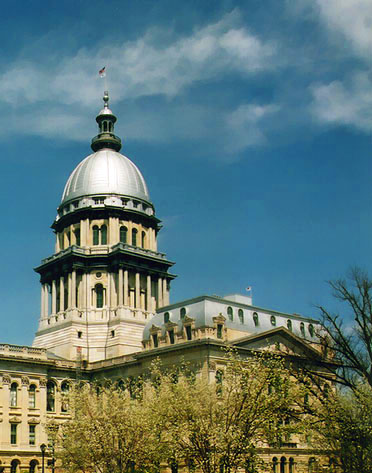
スプリングフィールドにあるイリノイ州会議事堂はアメリカ合衆国議会議事堂よりも高い

イリノイ州は歴史的に共和党と民主党が競ってきた州だった。近年の選挙では次第に、国政選挙では民主党寄りに、州選挙では中西部でも堅固な民主党基盤になりつつある。シカゴとクック郡は民主党の強力な地盤である。さらに民主党に投票する有権者が伝統的に共和党色の強い郡部（シカゴのあるクック郡を取り囲む、多様化の傾向を強めつつある郊外）に移転してきている。共和党は北部と中部の田園地帯では優勢であり続けている。民主党は南部とクアッド・シティズとイーストセントルイスの都市圏では大抵の場合選挙を制している。大統領選挙の場合は過去5回で民主党候補がイリノイ州を制してきた。2008年の大統領選挙でバラク・オバマは総投票数の61.9%を獲得し、25ポイント差で選挙人票21票を確保した。
州内の政治は、特にシカゴ・マシーンに目立つ汚職や、アドレー・スティーブンソン（民主党）やジェイムズ・R・トンプソン（共和党）などの改革者知事の存在で有名になってきた。2006年、前知事のジョージ・ライアン（共和党）が恐喝と収賄で有罪とされた。2008年、当時のロッド・ブラゴジェビッチ知事（民主党）が、バラク・オバマの抜けた上院議員の椅子を最高値を付けた者に売ろうとしたという告発に端を発して、汚職で刑事告発された。20世紀終盤、下院議員ダン・ロステンコウスキ（民主党）は郵便詐欺で投獄された。元知事で連邦判事のオットー・カーナー・ジュニア（民主党）は収賄で投獄された。州会計検査官オーヴィル・ホッジ（共和党）が公金横領で投獄された。1912年、シカゴの共和党ボス、ウィリアム・ロリマーは収賄でアメリカ合衆国上院議員の地位を逐われ、1921年、レン・スモール知事は州から100万ドルを騙し取ろうとしたことが判明した。
アメリカ合衆国上院議員となった6人のアフリカ系アメリカ人の2人、すなわちキャロル・モーズリー・ブラウンとバラク・オバマがイリノイ州の選出だった。大統領になるために上院議員を辞任したオバマに代わってローランド・バリスが上院議員に指名された。イリノイ州が送ったアフリカ系アメリカ人上院議員は3人になった。
イリノイ州の初代知事は1818年から1822年まで務めたシャドラク・ボンドだった。
3人の大統領がイリノイ州を政治基盤にしていた。元イリノイ州選出アメリカ合衆国下院議員エイブラハム・リンカーン（ケンタッキー州生まれ）、元アメリカ陸軍将軍のユリシーズ・グラント、および現職で元上院議員のバラク・オバマ（ハワイ州ホノルル生まれ）である。ロナルド・レーガンはタンピコで生まれたが、カリフォルニア州知事として政界に出た。元イリノイ州知事アドレー・スティーブンソンは1952年と1956年の大統領選挙で民主党候補者になった。

### 法の執行
2000年、イリノイ州の常勤警察官の数は人口10万人に対して321人であり、国内ではルイジアナ州、ニューヨーク州、ニュージャージー州に次いで第4位の多さだった。この順位ではニューヨーク州だけがイリノイ州より人口が多いので、州の機関数、特別権限を持った機関数および地方警察署数など法執行のための数値の大半で国内トップクラスになっている。イリノイ州が人口で第5位にあることを考慮したとしても、多くの数字が人口の多い州よりも高い傾向にある。異なる法執行機関の間では、司法権に多くの重複も存在する。
州内には少なくとも11の法執行機関がある。郡では保安官、森林保護警察やその他の特務警察がある。自治体ではほとんどの市や村で市警察、公園管区警察、さらには自治体特務警察がある。多くの大学も独自のキャンパス警察を持っており、警察官がいることが多い。

## 交通
- 主要な州間高速道路
  - インターステート39号
  - インターステート40号
  - インターステート55号
  - インターステート57号
  - インターステート64号
  - インターステート80号
  - インターステート90号
  - インターステート94号

- 州内の空港
  - オヘア国際空港 (ORD)
  - ミッドウェイ国際空港 (MDW)
  - ロックフォード国際空港 (RFD)

※ また、ミズーリ州のランバート・セントルイス国際空港は、イリノイ州南部への玄関口としても機能している。
イリノイ州は国土の中央にありラストベルトやグレインベルトに近いことから、空路、道路、鉄道の全国的な交差点となっている。
シカゴのオヘア国際空港 (ORD)は世界でも利用客の多い空港であり、2008年では国内旅行客5,930万人、海外旅行客1,140万人が利用した。ユナイテッド航空やアメリカン航空の主要中継点であり、空港の拡張計画が進行中である。ミッドウェイ国際空港 (MDW)がシカゴ都市圏第2の空港であり、2008年では1,730万人が利用した。
イリノイ州には広範な旅客と貨物の鉄道輸送網がある。シカゴは全国的なアムトラックの中継点であり、州内旅客はアムトラックのイリノイ・サービスを利用できる。シカゴからカーボンデイルには"イリニ号"と"サルキ号"、シカゴからクィンシーには"カール・サンバーグ号"と"イリノイ・ゼファー号"、シカゴからセントルイスには"リンカーン・サービス号"が走っている。現在はシカゴからセントルイスの線の改良が進められて、最高速度が時速110マイル (176 km/h) となり、所要時間を1.5時間短縮することになる。北アメリカの鉄道線のほとんど全てがシカゴに集合しており、世界でも最大級で活動的な中継点となっている。シカゴ市やその郊外にはシカゴ交通局によるシカゴ・Lシステムで広範な通勤鉄道が備えられている。メトラが運行する合衆国最大の郊外通勤鉄道が既存の鉄道線を使い、多くの郊外拠点から市内に通勤客を運んでいる。
ミシシッピ川やイリノイ川は農生産物の輸送に使われている。ミシガン湖はセントローレンス海路を通じて大西洋へのアクセスを可能にしている。

## その他

### 同州出身の有名人
- イリノイ州出身の人物一覧を参照。

### 州の象徴など[64]
- 州の鳥 - ショウジョウコウカンチョウ
- 州の動物 - オジロジカ
- 州の昆虫 - オオカバマダラ
- 州の花 - 州在来の紫色のスミレ（種は特定されていない[65]）
- 州のは虫類 - ニシキガメ
- 州の両生類 - トウブタイガーサラマンダー
- 州の大平原の草 - ビッグ・ブルーステム（Andropogon gerardii）
- 州の木 - ホワイトオーク（Quercus alba）
- 州の魚 - ブルーギル
- 州の鉱物 - 蛍石
- 州の土 - ドラマー土シリーズ（Drummer soil series）
- 州の化石 - トゥリモンストゥルム・グレガリウム
- 州の愛称 - 大平原の州（The Prairie State）
- 州のモットー - 「州の主権、一つの国」（"State Sovereignty, National Union"）
- 州のスローガン - 「リンカーンの地」（"Land of Lincoln"）
- 州のおやつ - ポップコーン
- 州の果実 - ゴールドラッシュ種のリンゴ
- 州の歌 - 「イリノイ」（"Illinois"）
- 州のフォークダンス - スクウェアダンス

## 日本の姉妹都市
- （新潟県） - （イリノイ州）
- （新潟県胎内市） - （カーボンデール市）、1988年（旧北蒲原郡中条町時代に姉妹都市提携）
- （大阪府大阪市） - （シカゴ市）、1973年
- （栃木県足利市） - （スプリングフィールド市）、1990年
- （北海道旭川市） - （ブルーミントン市・ノーマル市）、1962年
- （富山県滑川市） - （シャンバーグ）（village）、1997年
- （埼玉県所沢市） - （ディケーター市）、1966年
- （宮崎県宮崎市） - （ウォキーガン市）、1990年（旧清武町時代に姉妹都市提携）
- （長野県大桑村） - （シェルビービル市）、1997年
- （愛知県蟹江町） - （マリオン市）、2010年